# Округ Сојер (Висконсин)
Сојер (енгл. Sawyer County) је округ у америчкој савезној држави Висконсин.

## Демографија
По попису из 2010. године број становника је 16.557, што је 361 (2,2%) становника више него 2000. године.
| Група             | 2000.          | 2010.          |
| Белци             | 13.182 (81,4%) | 13.004 (78,5%) |
| Афроамериканци    | 51 (0,3%)      | 77 (0,5%)      |
| Азијати           | 48 (0,3%)      | 49 (0,3%)      |
| Хиспаноамериканци | 145 (0,9%)     | 268 (1,6%)     |
| Укупно            | 16.196         | 16.557         |